# Rajonnaja
Rajonnaja (biał. Раённая; ros. Районная) – towarowa stacja kolejowa w miejscowości Grodno, w obwodzie grodzieńskim, na Białorusi.